# Fritz Schlessmann
Friedrich Fritz Schlessmann eigenlijk Georg Friedrich Schleßmann, (Essen, 11 maart 1899 - Dortmund, 31 maart 1964) was een Duits parlementslid voor de NSDAP in de Rijksdag en plaatsvervangend gouwleider van Essen. Hij was hoofdcommissaris van politie in Bochum en Essen en SS-Obergruppenführer (luitenant-generaal) tijdens de Tweede Wereldoorlog.

## Leven en werken
Op 11 maart 1899 werd Schlessmann in Essen geboren. Hij ging naar de Volks- en Realschule in Essen.
Schlessmann meldde zich na zijn schooltijd aan als kriegsfreiwilliger (oorlogsvrijwilliger) voor de Eerste Wereldoorlog en nam dienst in de Kaiserliche Marine bij het onderdeel onderzeedienst. Na het einde van de Eerste Wereldoorlog was Schlessmann tot zijn uitdiensttreding in 1919, matroos op een mijnenveger. Aansluitend leerde Schlessmann het vak van een technicus en sloot deze opleiding aan een staats-machinebouwschool in 1922 af.

### NSDAP
Schlessmann werd op 18 december 1922, lid van de NSDAP na het partijverbod. Schlessmann was ook lid van de SA en begin jaren '20, SA-leider in Essen. In 1927 bereikte hij de rang van SA-Standartenführer (kolonel).

### Schutzstaffel
In 1930, wisselde hij naar de SS waar hij in november 1944 tot SS-Obergruppenführer (luitenant-generaal) bevorderd werd. Als SS-leider leidde hij de 22e SS-Standarten. Schleßmann behoorde tot de staf van de Reichsführer-SS Heinrich Himmler.

### Politieke carrière
Vanaf 1922 tot 1933 was Schlessmann lid van de Pruisische Landdag en vanaf november 1933 in de 9. Wahlperiode, parlementslid in de Rijksdag. Hij bleef tot het einde van de NS-heerschappij in het voorjaar 1945 als afgevaardigde voor Kieskring 18 (Westfalen-Süd) in de Rijksdag.
In april 1934 werd Schlessmann tot hoofdcommissaris in Bochum benoemd en vanaf 1937 ook als hoofdcommissaris van Essen. In januari 1940 werd hij op zijn eigen verzoek uit zijn functie ontslagen en bleef als partijfunctionaris hoofdzakelijk actief. Een benoeming tot SS- und Polizeiführer West kwam niet tot stand wegens het "ontbreken van kwaliteiten". In 1928 werd Schlessmann onder Josef Terboven plaatsvervangend gouwleider in Essen, en bleef dit tot 1931, waarna hij tijdelijk wisselde (december 1930 tot november 1939) naar Gouw Westfalen-Süd.
In het voorjaar van 1940 werd Terboven tot Rijkscommissaris van Noorwegen benoemd werd, waarna Schlessmann als leidinggevende gouwleider in functie kwam.

## Einde van de oorlog
In januari-februari 1945 schreef de getrouwde Schlessmann, die door Goebbels als een "primitieve persoon" beschouwd werd, maar vanwege zijn partijwerk nog steeds als een persoonlijkheid werd gewaardeerd, in correspondentie aan Himmler om zijn geliefde en zijn onwettige kind samen in een Lebensborn Heim gevestigd te krijgen.
Voor het einde van de oorlog dook Schlessmann samen met zijn geliefde als "Fritz Selig" onder in Essen, maar op 15 april 1945 werd hij door het Amerikaanse leger gearresteerd en later getransporteerd naar het interneringskamp Staumühle. Tijdens de Spruchkammerverfahren in Detmold-Hiddesen werd hij tot vijf jaar gevangenisstraf veroordeeld. Hij verbleef tot midden juni 1950 in de gevangenis van Esterwegen. Daarna werd hij door de denazificatierechtbank in Düsseldorf als Minderbelasteter ingedeeld.
Hij leefde aansluitend in Essen, en werkte als koopman. Schlessmann werkte ook in een pompstation. Hij stierf op 31 maart 1964 in Essen.

## Carrière
Schlessmann bekleedde verschillende rangen in zowel de Allgemeine-SS als Politie. De volgende tabel laat zien dat de bevorderingen niet synchroon liepen.
| Datums                                         | Kaiserliche Marine      | Sturmabteilung      | Allgemeine-SS        | Politie          | NSDAP                                         |
| ---------------------------------------------- | ----------------------- | ------------------- | -------------------- | ---------------- | --------------------------------------------- |
| 1914 - 21 mei 1916                             | Kriegsfreiwilliger      | —                   | —                    | —                | —                                             |
| 1919                                           | Matrose                 | —                   | —                    | —                |                                               |
| 21 september 1918                              | Marineingenieuraspirant | —                   | —                    | —                | —                                             |
| 17 december 1922                               | —                       | SA-Mann             | —                    | —                | —                                             |
| 17 december 1922                               | —                       | —                   | —                    | —                | Stellvertretender Ortsgruppenführer der NSDAP |
| December 1925                                  | —                       | —                   | —                    | —                | Stellvertretender Ortsgruppenleiter der NSDAP |
| 1927                                           | —                       | SA-Standartenführer | —                    | —                | —                                             |
| 19 mei 1930                                    | —                       | —                   | SS-Mann              | —                | —                                             |
| 1 augustus 1930                                | —                       | —                   | —                    | —                | Stellvertretender Gauleiter der NSDAP         |
| 6 januari 1931 (met ingang van 1 januari 1931) | —                       | —                   | SS-Sturmbannführer   | —                | —                                             |
| 30 maart 1931 (met ingang van 8 maart 1931)    | —                       | —                   | SS-Standartenführer  | —                | —                                             |
| 27 oktober 1933                                | —                       | —                   | —                    | Polizeipräsident | —                                             |
| 20 november 1933 (met ingang 9 november 1933)  | —                       | —                   | SS-Oberführer        | —                | —                                             |
| 30 januari 1936                                | —                       | —                   | SS-Brigadeführer     | —                | —                                             |
| 9 november 1939                                | —                       | —                   | —                    | —                | Stellvertretender Gauleiter der NSDAP         |
|                                                | —                       | —                   | —                    | —                | Haupt-Dienstleiter der NSDAP                  |
| 30 januari 1942                                | —                       | —                   | SS-Gruppenführer     | —                | —                                             |
| 9 november 1944                                | —                       | —                   | SS-Obergruppenführer | —                | —                                             |

## Lidmaatschapsnummers
- NSDAP-nr.: 25 248[17] (lid geworden 17[4]/18[9] december 1922, hernieuwd lid 15[9]/16[13] december 1925[11][15])
- SS-nr.: 2 480[17] (lid geworden 5 mei 1930[11] - 1 januari 1931[15])

## Onderscheidingen
Selectie:
- Onderzeebootoorlogsinsigne 1918[15][11] in 1918[12]
- IJzeren Kruis 1939, 2e Klasse[15][11][12]
- Kruis voor Oorlogsverdienste, 1e Klasse  en 2e Klasse met Zwaarden[15][11][12]
- Gouden Ereteken van de NSDAP[15][11] in 1934[12]
- Erekruis voor Frontstrijders in de Wereldoorlog[18][15] in 1934[12]
- Dienstonderscheiding van de NSDAP in goud[15][11] in 1942[12]

- Gemeinsame Normdatei: 13052039X
- International Standard Name Identifier: 0000 0000 1557 6783
- Virtual International Authority File: 10955445